# L!fe (медіа)
Life (до 18 квітня 2016 р. називався LifeNews) — російський пропагандистський ЗСІ, «бойовий підрозділ інформаційних спецоперацій» за визначенням СБУ. Входить до медіахолдингу «Ньюс-Медіа». Заборонений в Україні 9 вересня 2014 року і в Латвії з березня 2024. 18 серпня 2017 року припинив цілодобову телетрансляцію, залишившись лише в інтернеті.
Зважаючи на те, що телеканал «LifeNews» є неадаптованим і його трансляція на території України заборонена, 23 червня 2014 року Національна рада України з питань телебачення і радіомовлення звернулася до Генеральної прокуратури України стосовно вжиття заходів реагування, оскільки в програмах телеканалу наявні ознаки злочинів, передбачених розділом першим (злочини проти основ національної безпеки, такі як повалення конституційного ладу або захоплення державної влади, посягання на територіальну цілісність України, диверсія, шпигунство тощо) та статтею 161 Кримінального кодексу України — розпалювання національної ворожнечі.

## Організація

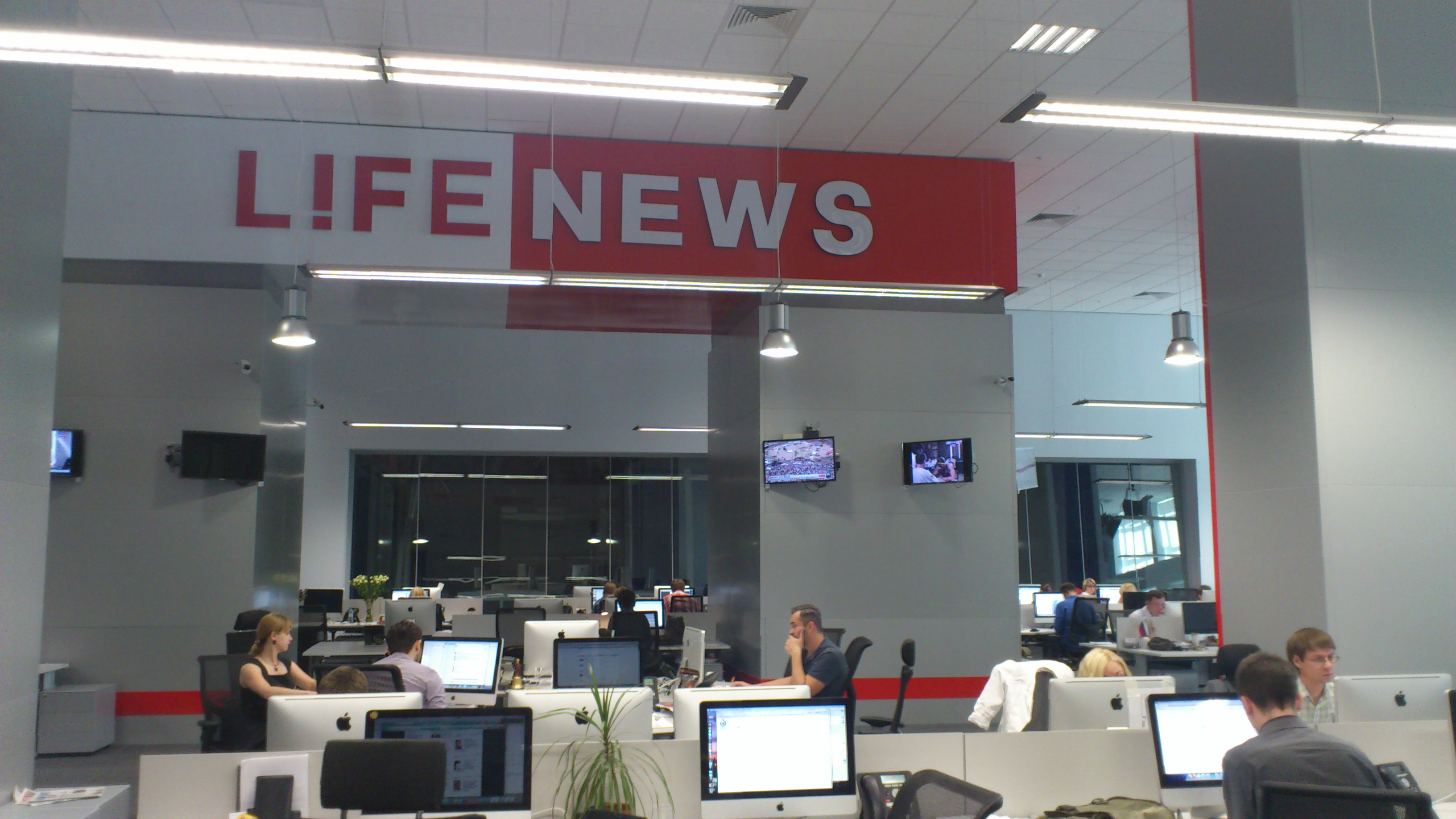
Редакція LifeNews

Генеральним директором і власником холдингу «Ньюс-Медіа», до якого належить LifeNews, є Арам Габрелянов. Офіс і студія холдингу знаходяться у Москві, Росія. Регіональні редакції LifeNews працюють в 20 містах Росії: Санкт-Петербург, Ярославль, Самара, Саратов, Челябінськ, Владикавказ, Єкатеринбург, Краснодар, Ростов-на-Дону, Уфа, Казань, Іркутськ, Новосибірськ, Волгоград, Воронеж, Перм, Красноярськ, Омськ, Нижній Новгород, Владивосток.
Слоган з дня заснування проекту: «LifeNews — перший по терміновим новинам». Також до холдингу належить радянсько-російська газета «Ізвєстія», інтернет-таблоїд LifeNews, проекти LifeSports і LifeShowbiz.

## Телеканал LifeNews
2 вересня 2013 року в Росії розпочато офіційне мовлення телеканалу, який увійшов в сітку мовлення низки кабельних операторів («Ростелеком», «ЕР-Телеком» «2кОм», «Акадо», «МТС» та інші). Головний редактор телеканалу — Анатолій Сулейманов. Телемовлення каналу було завершено 18 серпня 2017 року. Згідно зі стратегією холдингу «Ньюс Медіа» замість ефірного телемовлення подальший розвиток отримають потокові трансляції в Інтернеті і в соціальних мережах.

### Телеведучі
- Регіна Орєхова
- Олексій Аборенов
- Оксана Кочкіна
- Андрій Сєнцов
- Еліна Тихонова
- Євгенія Рянцева
- Юлія Караваєва
- Дмитро Ганічев
- Дмитро Жичкін

### Колишні телеведучі
- Вікторія Єзєрская
- Зульфія Хамітова
- Ілля Корякін
- Вероніка Романова
- Олексій Сігаєв
- Олена Михаловська
- Артур Левітан

### Статистика
За даними інформаційно-аналітичної системи «Медіалогія» портал LifeNews в травні 2012 року входив до трійки найбільш цитованих інтернет-ресурсів Росії. Щоденна аудиторія інформаційного порталу LifeNews згідно з відкритою статистикою «LiveInternet» — 200—250 тисяч унікальних відвідувачів. У 2014 році, в період військової аґресії Росії проти України, сайт LifeNews щоденно відвідують 520—550 тисяч користувачів, з них близько 70 % — з Росії і більше 15 % — з України.

## Приклади методів роботи в РФ
7 квітня 2015 в ефірі LifeNews був показаний матеріал, в якому розповідалося про студентку факультету журналістики МДУ, яка здійснила суїцид, вистрибнувши з вікна гуртожитку. У сюжеті були показані записи з камер спостереження, де зафіксовані пересування дівчини у гуртожитку, а також момент падіння її на землю.
Після цього співробітник LifeNews взяв інтерв'ю у однокурсниці покійної студентки та у її викладача, представившись «слідчим» і показавши фальшиві документи на бланку Міністерства внутрішніх справ Росії. Цей випадок порушення професійної журналістської етики викликав вибух обурення та одноголосне засудження серед майбутніх журналістів МДУ.
У відповідь на це головний редактор LifeNews Анатолій Сулейманов заявив порталу TJournal, що однокурсниці загиблої «може бути, все наснилося», і що ця новина «нічим не відрізняється від інших новин». Він додав, що «подружки і вся шушваль, що її оточувала» повинні були помітити, що у загиблої були проблеми, а тепер «не варто це з хворої голови перекладати на здорову».

## Діяльність в Україні
Телеканал Lifenews висвітлює події на сході України з позицій максимального сприяння і лояльності до злочинного контингенту Луганської і Донецької терористичних «народних республік». Працівники організації подекуди потрапляють на територію України незаконно, їх видворюють за межі держави через діяльність, що несе загрозу цілісності Україні. Президент РФ Володимир Путін нагороджує орденами Мужності співробітників телеканалу, яких затримують разом із терористами.

### Брехня і розпалювання ворожнечі
Найпоширенішою серед російських ЗМІ є спекуляція на мертвих дітях. Так у своєму Twitter 27 травня 2014 року журналістка російського LifeNews Ерміна Котанджян опублікувала фото 8-річного хлопчика, який нібито був поранений українськими військовими в аеропорту Донецька під час проведення антитерористичної операції. Більш того, вона послалася на несправжню інтернет-сторінку «прокурора Криму» Наталії Поклонський, яка перебуває у розшуку в Україні по лінії СБУ за вчинення тяжкого злочину. Раніше цим же фото спекулювали деякі російські ЗМІ: хлопчика нібито поранили 10 травня у Слов'янську. Насправді ж фото було ще в квітні 2013 року, в сирійському Алеппо, коли місто і його мирних жителів обстріляли урядові війська Башара Асада.
3 травня 2014 року LifeNews опублікував новину про те, що нібито «Перед відправленням у Донбас солдатів зобов'язують стріляти у жінок». Такі дані LifeNews намагався аргументувати питаннями з психологічної анкети для українських військових, на які вони відповідають перед поїздкою на Донбас. Але в анкеті мова йшла про готовність стріляти не «у жінок», а «за присутності жінок».
Телеканал LifeNews першим дізнається про «радикалів і екстремістів, бойовиків Правого сектору», які буцімто приїхали на Донбас для дестабілізації ситуації. Один із таких «українських націоналістів, упійманих» у Слов'янську Донецької області — насправді фітнес-тренер з Києва. Віталій Ковальчук три роки працює тренером у столичному спортклубі GymFit, на сайті якого можна знайти його фото та інформацію про парубка.
2 червня 2014 року бойовики «ЛНР» здійснили атаку на службовців прикордонних військ в Луганську. Ця інформація масово висвітлювалася в українських та зарубіжних виданнях. Не залишилися осторонь і російські ЗМІ, але на відміну від інших видань, російський телеканал LifeNews розповів про напад саме бійців Національної гвардії, а не проросійських терористів. LifeNews подав атаку на прикордонний загін в Луганську як наступальну операцію Нацгвардії. Зокрема канал LifeNews підніс напад на прикордонників як атаку Національної гвардії на мирних жителів. За даними кореспондента LifeNews, тоді в Луганську зібралися і прикордонники, і строковики, і контрактники, і «бойовики з Правого сектора», і гвардійці. У прес-центрі Державної прикордонної служби не змогли приховати своє обурення новими «фактами», представленими російськими журналістами. Як аргументи Держприкордонслужба призводить достовірні дані. Так, зазначається, що вже п'ять років, як в прикордонній службі не служать строковики. Також у прес-центрі зазначають, що поруч з прикордонниками під час атаки не було бійців Нацгвардії.
12 червня 2014 року LifeNews повідомив, що нібито українські правоохоронці у Слов'янську і його околицях використовують проти мирного населення заборонену в світі зброю, а саме установки залпового вогню «Град» та «фосфорні бомби». «Російські ЗМІ, висвітлюючи події на Сході України, в черговий раз вдалися до спотворення фактів і використанню відеоматеріалів багаторічної давності, що не мають ніякого відношення до проведеної антитерористичної операції», — написав на своїй сторінці у Facebook керівник Центру військово-політичних досліджень, представник групи «Інформаційний опір» Дмитро Тимчук. За його словами, російські ЗМІ поширили інформацію про те, що українські силовики нібито використовували фосфорні бомби проти мирного населення. «На підтвердження цього російське ТБ використовувало кадри, зняті в 2004 році в місті Ель-Фаллуджа, Ірак», — поінформував Тимчук. Крім того, він зазначив, що протягом останнього часу російські ЗМІ повідомляли про нібито наявні факти застосування українськими військами проти мирного населення систем залпового вогню «Град». Військовий зазначив, що «Ця інформація так само не відповідає дійсності. Немає жодного, документально зафіксованого факту використання силами АТО системи „Град“. Всі ці домисли тим більше дивні, враховуючи ту обставину, що саме російські війська використовували установки „Град“ для нанесення ударів по містах Чечні. В результаті загинули десятки тисяч мирних жителів».

### Сприяння тероризму і диверсійній діяльності
15 квітня 2014 року телеканал Lifenews на своїй сторінці у Facebook запропонував аудиторії гонорар в 15 тисяч російських рублів (еквівалент 400 доларів США) за відео пересування українських військ.
19 травня 2014 року у ході спецоперації українські спецслужби затримали терористів «ДНР», що планували обстріл військового аеродрому в Краматорську. У числі затриманих виявилися журналісти LifeNews, які перебували в загоні терористів і знімали їхні дії в режимі онлайн. Під час обшуку автомобіля журналістів виявилося, що вони перевозили в багажнику переносний зенітно-ракетний комплекс «Grom» польського виробництва, а також були знайдені відеозаписи їх співпраці з терористами. Як з'ясувалося згодом, ці польські ПЗРК були захоплені російськими окупаційними військами під час війни Росії проти Грузії, а до Грузії їх було поставлено Польщею офіційно і на законних підставах.
За словами заступника секретаря Ради національної безпеки та оборони, дії журналістів російського телеканалу LifeNews вже вийшли за межі журналістики через сприяння терористам:
|  | Сприяння тероризму, змова з терористами, допомога тероризму - це не журналістика. "Взаємовигідна співпраця" з людьми, які вбивають та беруть заручників, - це злочин. І відповідні висновки щодо Сидякіна та Сайченка зараз готують українські правоохоронні органи. На відміну від українських журналістів, які лишаються у полоні заручників, з ними будуть вчиняти у відповідності до законів. Але речі треба називати своїми іменами, це не журналісти, це інформсупровід терористичних груп |

### LifeNews в інформаційному полі України
Lifenews ще до перестрілки повідомив, що у Слов'янську знайшли візитки Яроша, а «вбиті під час перестрілки повтікали до лісу». Завдяки LifeNews виник саркастичний інтернет-мем «Візитка Яроша». Гуртом «Крихітка» було створено пісню «Візитівка», яка присвячена цьому мему.
На сайті StopFake.org, що цілком присвячений професійному розвінчанню інформаційних фальсифікацій, налічується майже 300 згадок і викривних статей, присвячених брехливій діяльності LifeNews.
Контрпропагадистська Facebook-сторінка фейкових новин «Роисся 24» регулярно публікує жартівливі зображення у вигляді знімків екрану з нібито програм LifeNews, висміюючи таким чином пропагандистську діяльність, оскільки подача інформації сторінкою відбувається цілком у дусі новин цього телеканалу.
Через специфіку діяльності LifeNews багато хто в інтернеті називає цей телеканал як «LieNews», від англ. Lie — брехня і англ. News — новини. Згадок адаптованої назви «LieNews» у пошуковій системі Google станом на 5 липня 2014 року налічується більше 17 тисяч, ентузіастами створені відповідні сторінки фейкових новин у ВКонтакті і Твіттері. 3 червня 2014 року в інтернеті було опубліковано вірш під назвою «LieNews».

### Реагування держави
Заступник голови СБУ Андрій Левус назвав співробітників російського пропагандистського телеканалу LifeNews «конкретним бойовим підрозділом інформаційних спецоперацій»:
|  | Ми видворили значну кількість російських журналістів. Ця робота триває. Найбільша проблема — телеканал Lifenews. Це не журналісти, які не ЗМІ, а конкретний бойовий підрозділ інформаційних спецоперацій. Брехня таких розмірів, що важко коментувати. Знаходимо — видворяємо. Зараз стали обережніше — маскуються. |

25 квітня в Донецьку СБУ затримала знімальну групу LifeNews — журналістів Юлію Пустоплєснову (Шустраю) та Михайла Пудовкіна, які готувалися записати інтерв'ю з активістом антимайдану Ігнатом Кромським — «Топазом». Журналістів депортували з України.
18 травня поблизу міста Краматорська (Донецька область) українські антитерористичні підрозділи затримали журналістів LifeNews — кореспондента Олега Сидякіна й оператора Марата Сайченка. СБУ надало українським ЗМІ відео, на якому оператор Марат Сайченко під час допиту зізнався, що вони з колегою порушили законодавство України, назвавши при перетині кордону прикордонникам фіктивну мету в'їзду в Україну. Українські правоохоронці вивчали відеоархів журналістів і підозрювали їх у пособництві терористам. 25 травня журналістів видворили з України. Заступник голови СБУ Віктор Ягун на брифінгу 25 травня 2014 року повідомив, що Служба безпеки України мала беззаперечні докази терористичної діяльності раніше затриманих працівників LifeNews. Він повідомив, що до керівництва України звернулися посли ООН і ОБСЄ і попросили звільнити цих осіб. «Ці особи були офіційно видворені з території України. Їм заборонений в'їзд», — сказав Ягун.
Зважаючи на те, що деякі кабельні оператори України ретранслюювали заборонений LifeNews, Національна рада України з питань телебачення і радіомовлення звернулася до ГПУ стосовно вжиття заходів прокурорського реагування, оскільки за даними Нацради в програмах телеканалу наявні ознаки тяжких злочинів проти основ національної безпеки України та проти рівноправності громадян.

## Заборона
15 вересня 2014 року адміністрація відеохостингу YouTube заблокувала сторінку телеканалу LifeNews.
9 вересня 2014 року роботу видання заборонено в Україні.
У березні 2024 року сайт видання було заблоковано в Латвії.

## Дезінформація про Захід

### Голод у Швейцарії
2 листопада 2022 року Life опублікував статтю та відео російської журналістки Петрової, яка живе в Лозанні, про те, що Швейцарія готується до «голодної зими». Журналіст заявляє, що за кілька днів країна могла зіткнутися з відсутністю води та електроенергії та призупиненням громадського транспорту. Як доказ, вона показала брошуру «Kluger Rat — Notvorrat» від Федерального офісу національного постачання (BWL), яка начебто була розіслана по всій Швейцарії. У BWL відкинули ці заяви, пояснивши, що брошуру було надруковано багато років тому . Після публікації статті «журналістка» написала, що заперечує підтримку дезінформації проти Швейцарії та що «сама стала жертвою російської пропаганди». За її даними, її колишній колега попросив зняти відео про брошуру, але вона не знала, що відео опубліковано.

## Цікаві факти, інциденти
- Під час чотиристоронніх переговорів голів держав у Мінську 11 лютого 2015 акредитований кореспондент LifeNews Олександр Юнашев гавкав на українських журналісток[42].